# Open Hand
Open Hand es una banda de rock estadounidense formada en Hollywood en el año 1999 por Justin Isham (voz, guitarra), Michael Anastasi (bajo) y Álex Rodríguez (batería). La banda ha lanzado 2 EP (Radio Days y Evolutions) y 3 LP (The Dream, You and me y Honey). La banda firmó con Trustkill Records en 2003.

## Discografía
- Radio Days (EP, 1999)
- Evolutions (EP, 2000)
- The Dream (LP, 2003)
- You and Me (LP, 2005)
- Honey (LP, 2010)

## Miembros
| Miembros actuales - Justin Isham –- voz, guitarra - Trevi Fligg –- voz - Spankie –- voz - Ryan Castagna –- guitarra - Erik Valentine –- bajo - Clark Gardner –- batería - Jeremy Corby –- teclados | Miembros pasados - Breanne Martin –- voz, teclados - Alex Rodríguez –- batería - Sean Woods –- guitarra - Beau Burchell –- guitarra - Michael Anastasi –- bajo - Paxton Pryor –- batería - Zach Kennedy –- bajo - Jeff Myer –- bajo - Jason Gerkin –- batería - Drew Marcogliese –- batería - Sam Hoskins –- batería - Steve Riley –- batería |

- Datos: Q3353166